# Carter Glass
Carter Glass, född 4 januari 1858 i Lynchburg, Virginia, USA, död 28 maj 1946 i Washington, D.C., var en amerikansk demokratisk politiker.

## Biografi
Glass inledde sin karriär som journalist. Han blev 1899 invald i delstatssenaten i Virginia och var delegat till delstaten Virginias konstitutionskonvent 1901-1902. Han blev 1902 invald i USA:s representanthus. Han blev 1913 ordförande för representanthusets bank- och valutautskott och samarbetade med USA:s president Woodrow Wilson när Federal Reserve Act, lagen om grundandet av centralbanken Federal Reserve, stiftades.
Glass tjänstgjorde som USA:s finansminister från 1918 till 1920. Han lämnade finansdepartementet när han blev utnämnd till USA:s senat efter att senator Thomas S. Martin hade avlidit. Glass förblev i senaten fram till sin död och tackade nej till Franklin D. Roosevelts erbjudande att bli finansminister på nytt 1933. Han var president pro tempore i USA:s senat från 1941 till 1945. Av den långa karriären i senaten blev han främst ihågkommen för stiftandet av 1933 års banklag, Glass-Steagall Act.